# Anglure-sous-Dun
Anglure-sous-Dun är en kommun i departementet Saône-et-Loire i regionen Bourgogne-Franche-Comté i östra Frankrike. Kommunen ligger i kantonen Chauffailles som tillhör arrondissementet Charolles. År 2022 hade Anglure-sous-Dun 146 invånare.

## Befolkningsutveckling
Antalet invånare i kommunen Anglure-sous-Dun
| Referens: INSEE |